# Repêchage d'expansion de la Ligue majeure de baseball 1992

Le repêchage d'expansion de la Ligue majeure de baseball 1992 est une procédure spéciale tenue en 1992 par les Ligues majeures de baseball afin de disperser un certain nombre de joueurs des 26 équipes déjà existantes pour composer les deux nouvelles franchises qui font leur entrée dans le baseball majeur en 1993 : les Rockies du Colorado et les Marlins de la Floride (depuis rebaptisés Marlins de Miami).
Il s'agit de la cinquième séance du genre tenue dans la Ligue majeure (après 1960, 1961, 1968 et 1976) et de l'avant-dernière en date, une autre ayant été tenue en 1997.

## Déroulement
Le repêchage a lieu le 17 novembre 1992 à New York aux États-Unis. Les deux nouvelles franchises joignent les rangs de la Ligue nationale de baseball, l'une des deux composantes de la MLB, mais contrairement aux quatre repêchages d'expansion précédents, les clubs peuvent sélectionner des joueurs tant dans la Ligue nationale que la Ligue américaine. Chaque club du baseball majeur pouvait protéger 15 joueurs de leur effectif de 40 joueurs afin de s'assurer de ne pas les perdre au profit des nouvelles franchises. Les joueurs non protégés étaient tous disponibles aux Rockies et aux Marlins, incluant ceux évoluant en ligues mineures, mais à l'exception des athlètes sélectionnés en 1991 et 1992 au repêchage amateur ou ceux étant âgés de 18 ans ou moins lorsque mis sous contrat en 1990. Les joueurs de baseball devenus agents libres après la fin de la saison 1992, conclue quelques semaines plus tôt, ne pouvaient être choisis mais rien n'empêchait les nouvelles formations de les mettre sous contrat hors de ce repêchage d'expansion.
L'ordre de sélection est déterminé par un pile ou face. Le club gagnant a le choix de sélectionner le premier joueur, ou encore de laisser l'autre club choisir ce premier joueur mais obtenir les deuxième et troisième choix avant que les deux formations choisissent en alternance. Colorado remporte ce tirage au sort et choisit la première option. La séance est divisée en trois rondes : les deux premières où chaque club choisissait 26 joueurs, et une troisième ronde où 30 athlètes par équipe étaient sélectionnés. Les autres franchises ne pouvaient perdre plus d'un joueur par ronde. Après chaque ronde, chacune des autres formations de la Ligue nationale pouvaient protéger trois joueurs de plus, et celles de l'Américaine quatre. Une autre règle stipulait qu'un maximum de huit clubs de l'Américaine pouvait perdre un maximum de trois joueurs. L'équipe qui n'a pas le premier choix au total (les Marlins) peut choisir le premier joueur de la deuxième ronde.
Parmi les sélections notables de cette séance : Trevor Hoffman, futur recordman des sauvetages, est laissé sans protection par Cincinnati et choisi par le club de Floride; Jeff Conine de Kansas City qui deviendra une vedette à Miami au point d'être surnommé Mister Marlins; et Joe Girardi, choisi par les Rockies mais qui deviendra après sa carrière de joueur gérant des Marlins. Celui qui allait plus tard battre le record de sauvetages de Hoffman, Mariano Rivera, qui est alors joueur de ligues mineures, est laissé sans protection par les Yankees de New York mais aucun des deux clubs d'expansion ne le choisit.
Les deux franchises jouent le premier match de leur histoire le 5 avril 1993.

### Joueurs sélectionnés[2]
| Rockies du Colorado | Rockies du Colorado | Rockies du Colorado      | Marlins de la Floride | Marlins de la Floride | Marlins de la Floride    |
| ------------------- | ------------------- | ------------------------ | --------------------- | --------------------- | ------------------------ |
| #                   | Joueur              | Équipe précédente        | #                     | Joueur                | Équipe précédente        |
| 1                   | David Nied          | Braves d'Atlanta         | 2                     | Nigel Wilson          | Blue Jays de Toronto     |
| 3                   | Charlie Hayes       | Yankees de New York      | 4                     | José Martínez         | Mets de New York         |
| 5                   | Darren Holmes       | Brewers de Milwaukee     | 6                     | Bret Barberie         | Expos de Montréal        |
| 7                   | Jerald Clark        | Padres de San Diego      | 8                     | Trevor Hoffman        | Reds de Cincinnati       |
| 9                   | Kevin Reimer        | Rangers du Texas         | 10                    | Pat Rapp              | Giants de San Francisco  |
| 11                  | Eric Young          | Dodgers de Los Angeles   | 12                    | Greg Hibbard          | White Sox de Chicago     |
| 13                  | Jody Reed           | Red Sox de Boston        | 14                    | Chuck Carr            | Cardinals de Saint-Louis |
| 15                  | Scott Aldred        | Tigers de Détroit        | 16                    | Darrell Whitmore      | Indians de Cleveland     |
| 17                  | Alex Cole           | Pirates de Pittsburgh    | 18                    | Eric Hefland          | Athletics d'Oakland      |
| 19                  | Joe Girardi         | Cubs de Chicago          | 20                    | Bryan Harvey          | Angels de la Californie  |
| 21                  | Willie Blair        | Astros de Houston        | 22                    | Jeff Conine           | Royals de Kansas City    |
| 23                  | Jayhawk Owens       | Twins du Minnesota       | 24                    | Kip Yaughn            | Orioles de Baltimore     |
| 25                  | Andy Ashby          | Phillies de Philadelphie | 26                    | Jesús Tavárez         | Mariners de Seattle      |
|                     |                     |                          | 27                    | Carl Everett          | Yankees de New York      |
| 28                  | Freddie Benavides   | Reds de Cincinnati       | 29                    | David Weathers        | Blue Jays de Toronto     |
| 30                  | Roberto Mejía       | Dodgers de Los Angeles   | 31                    | John Johnstone        | Mets de New York         |
| 32                  | Doug Bochtler       | Expos de Montréal        | 33                    | Ramon Martinez        | Pirates de Pittsburgh    |
| 34                  | Lance Painter       | Padres de San Diego      | 35                    | Steve Decker          | Giants de San Francisco  |
| 36                  | Butch Henry         | Astros de Houston        | 37                    | Cris Carpenter        | Cardinals de Saint-Louis |
| 38                  | Ryan Hawblitzel     | Cubs de Chicago          | 39                    | Jack Armstrong        | Indians de Cleveland     |
| 40                  | Vinny Castilla      | Braves d'Atlanta         | 41                    | Scott Chiamparino     | Rangers du Texas         |
| 42                  | Brett Merriman      | Angels de la Californie  | 43                    | Tom Edens             | Twins du Minnesota       |
| 44                  | Jim Tatum           | Brewers de Milwaukee     | 45                    | Andrés Berumen        | Royals de Kansas City    |
| 46                  | Kevin Ritz          | Tigers de Détroit        | 47                    | Robert Person         | White Sox de Chicago     |
| 48                  | Eric Wedge          | Red Sox de Boston        | 49                    | Jim Corsi             | Athletics d'Oakland      |
| 50                  | Keith Shepherd      | Phillies de Philadelphie | 51                    | Richie Lewis          | Orioles de Baltimore     |
| 52                  | Calvin Jones        | Mariners de Seattle      | 53                    | Danny Jackson         | Phillies de Philadelphie |
| 54                  | Brad Ausmus         | Yankees de New York      | 55                    | Rob Natal             | Expos de Montréal        |
| 56                  | Marcus Moore        | Blue Jays de Toronto     | 57                    | Jamie McAndrew        | Dodgers de Los Angeles   |
| 58                  | Armando Reynoso     | Braves d'Atlanta         | 59                    | Junior Félix          | Angels de la Californie  |
| 60                  | Steve Reed          | Giants de San Francisco  | 61                    | Kerwin Moore          | Royals de Kansas City    |
| 62                  | Mo Sanford          | Reds de Cincinnati       | 63                    | Ryan Bowen            | Astros de Houston        |
| 64                  | Pedro Castellano    | Cubs de Chicago          | 65                    | Scott Baker           | Cardinals de Saint-Louis |
| 66                  | Curt Leskanic       | Twins du Minnesota       | 67                    | Chris Donnels         | Mets de New York         |
| 68                  | Scott Fredrickson   | Padres de San Diego      | 69                    | Monty Fariss          | Rangers du Texas         |
| 70                  | Braulio Castillo    | Phillies de Philadelphie | 71                    | Jeff Tabaka           | Brewers de Milwaukee     |
| 72                  | Denis Boucher       | Indians de Cleveland     |                       |                       |                          |